# 田亨奎
田亨奎（朝鲜语：／，1934年8月28日—2006年9月6日），朝鲜中央广播电台播音員，享有人民播音員之称号（意为朝鲜高级播音员）。

## 生平
生于江原道安边郡。1950年于本山技术学院毕业，1965年于平壤师范大学毕业 。1951年3月（朝鲜战争期间）就职于咸镜南道咸兴铁路局。 同年4月在咸兴铁路局参与恢复铁路运输运动。1954年3月起任咸兴市铁路局教官，1955年3月升职为铁道局教官。
1956年5月1日就职于朝鲜中央广播委员会。1963年3月3日朝鲜中央电视台开播后担任播音员直至逝世。
其负责朝鲜政府、朝鲜劳动党宣告和与国家首脑会谈等多数重大新闻，亦为朝鲜中央广播委员会的最佳播音员。其报道或主持的政府宣告、政治新闻、广播、歌曲比赛和体育赛事转播等各种节目深受观众欢迎。 1981年获“人民广播员”称号， 1995年获“劳动英雄”称号
在1994年7月9日中午报道金日成去世消息时，因“不敬”和“没有一边哭一边报告”受到降级处分。但是当时的朝鲜二号人物吴振宇去世后的追悼会新闻仍由田亨奎进行播报。
2006年9月6日，田亨奎去世，享壽72岁。据朝鲜中央广播委员会报道，金正日在其死后进献花束。